# Deodato Wertheimer
Deodato Petit Wertheimer (São Paulo, 2 de julho de 1891 -  São Paulo, 15 de agosto de 1935) foi um médico e político brasileiro, seus primeiros anos de vida foram em São Paulo, mas logo mudou para Nova Friburgo no Estado do Rio de Janeiro  e com 11 anos de idade ingressou no Colégio Anchieta dos jesuítas. Em 1907, ingressou no curso de medicina da Faculdade de Medicina do Rio de Janeiro. Em 1912 já graduado, retornou para São Paulo e começou a trabalhar na Maternidade de São Paulo e no Instituto Paulista, época em que por indicação do instituto, percorria as cidades do interior atendento aos chamados profissionais.

## Política
No ano de 1913, Wertheimer chegou a Mogi das Cruzes a pedido do então prefeito Francisco de Souza Franco, para atender a uma de suas filhas. Casou-se com Leonor, também filha do prefeito e instalou um consultório na cidade, onde fez carreira como clínico e político. Espírito de grande atividade, temperamento  dinâmico e de grande bondade fez com  que cada mogiano o admirasse, não demorando para assumir cargos eletivos, sua  carreira política  teve início  em 1915, quando foi fundado o Centro Político e Republicano de Mogi das Cruzes, para o qual foi eleito seu primeiro Presidente.
Elegeu-se como  vereador em 1919 com a maior votação da cidade, prefeito em 1920 e deputado estadual em 1922, como um dos mais votados de seu partido, o PRP. Sua gestão na prefeitura de Mogi das Cruzes foi altamente desenvolvimentista, e com  grande atenção a população carente, fundou a primeira maternidade de Mogi das Cruzes, lançou planos para construir estradas como Mogi das Cruzes ao Alto da Serra, a Salesópolis, a Santa Branca, a Santa Isabel e a São Paulo. Inaugura ainda em 1920 o distrito de Suzano. Destacou-se no combate à gripe espanhola. Instalou a primeira rede de galerias fluviais substituindo o sistema antigo, urbanizou os largos do Carmo e do Rosário e pavimentou a praça do Ipiranga. Para o povo e seu partido, ja era dada como certa a vaga para ocupar uma das cadeiras no Congresso Nacional, mas o destino assim não quis, a eclosão da Revolução de 1930, interrompeu e prejudicou sua ascendente carreira política.

## Traição a Deodato
Em 24 de outubro de 1930, Getúlio Vargas depõe Washington Luis. Em Mogi das Cruzes, o poder do ex-presidente era representado por Deodato Wertheimer. Tão logo souberam da notícia as dezenas de getulistas invadiram a casa de Wertheimer e a queimaram.
O interventor que chegou, coronel Eduardo Lejeune, tirou as placas de ruas que homenageavam pessoas como Deodato Wertheimer e Washington Luis. Preso, o médico recusou-se sempre a delatar companheiros e detratores. Uma semana depois voltou a Mogi, e no ano de 1932, durante a Revolução Constitucionalista e já distanciado da política, liderou com Dr Milton Cruz várias campanhas de auxílio aos combatentes, foi uma das últimas participações no cenário mogiano, faleceu em São Paulo aos 44 anos de idade, seu enterro em Mogi das Cruzes foi acompanhado por cerca de 5000 pessoas em uma manifestação popular até então jamais vista na cidade.

## Homenagens
Atualmente Deodato Wertheimer dá nome a uma das principais ruas centrais do comércio de Mogi, bem como ligação à Rodovia Mogi-Dutra e à Rodovia Mogi-Bertioga e também a um colégio localizado próximo ao centro da cidade.